# Mk 14 EBR
La Mk 14 EBR (Enhanced Battle Rifle) è un fucile di precisione ad uso militare statunitense camerata con cartucce NATO 7,62 × 51 millimetri.
È una variante del fucile da battaglia M14 ed è stata originariamente costruita per essere utilizzata come unità d'arma da fuoco dal Comando Operazioni Speciali degli Stati Uniti, come i Navy SEALs e Delta Force.
Questi EBR sono realizzati per essere utilizzati sia dai tiratori scelti che dalla fanteria in combattimenti ravvicinati. Dal 2010, l'Esercito degli Stati Uniti ha messo a disposizione dei fucili M14 EBR-RI per i plotone di fanteria schierati in Afghanistan. Il M14 EBR-RI ha una canna lunga 560 mm; questa versione è diversa dalle altre varianti Mk 14 Mod 0 o Mod 1.